# Heinrich Pilger
Heinrich Pilger (* 24. Januar 1899 in Köln; † 23. Januar 1993 ebenda) war ein deutscher Maler und Anfang 1920er Jahre Mitglied der Kölner „Gruppe Progressiver Künstler“, die sich um die Heinrich Hoerle, Anton Räderscheidt und Franz Wilhelm Seiwert gebildet hatte. In diesem Kreis lernte er auch den deutschen Fotografen August Sander kennen, von dem Pilger 1924 porträtiert wurde.
Anfang der 1930er Jahre zieht Pilger nach Paris um. Hier hatte er Kontakte zur literarischen Szene der Zeit. Zu Beginn des Krieges folgte die Flucht nach Marokko. Dort beginnt er 1951 die Arbeit an seinem ersten Bildteppich. 
1961 kehrt er nach Köln zurück, wo er zurückgezogen bis zu seinem Tod 1993 lebt und arbeitet. In dieser späten Schaffensphase entstehen eine große Anzahl klein- und mittelformatiger Ölgemälde, Kugelschreiberzeichnungen und Bildteppiche.
Pilger bleibt dem Stil des Konstruktivismus, den er handwerklich meisterhaft beherrscht, sein Leben lang treu. 
Die überwiegende Anzahl der Werke Heinrich Pilgers ist verschollen oder befindet sich in Privatbesitz. Wenige Arbeiten sind heute in Museen zu finden etwa im Wallraf-Richartz-Museum in Köln und in der Grafischen Sammlung des Museum Folkwang in Essen.
| Personendaten    | Personendaten    |
| ---------------- | ---------------- |
| NAME             | Pilger, Heinrich |
| KURZBESCHREIBUNG | deutscher Maler  |
| GEBURTSDATUM     | 24. Januar 1899  |
| GEBURTSORT       | Köln             |
| STERBEDATUM      | 23. Januar 1993  |
| STERBEORT        | Köln             |